# Top of the Top Sopot Festival 2013

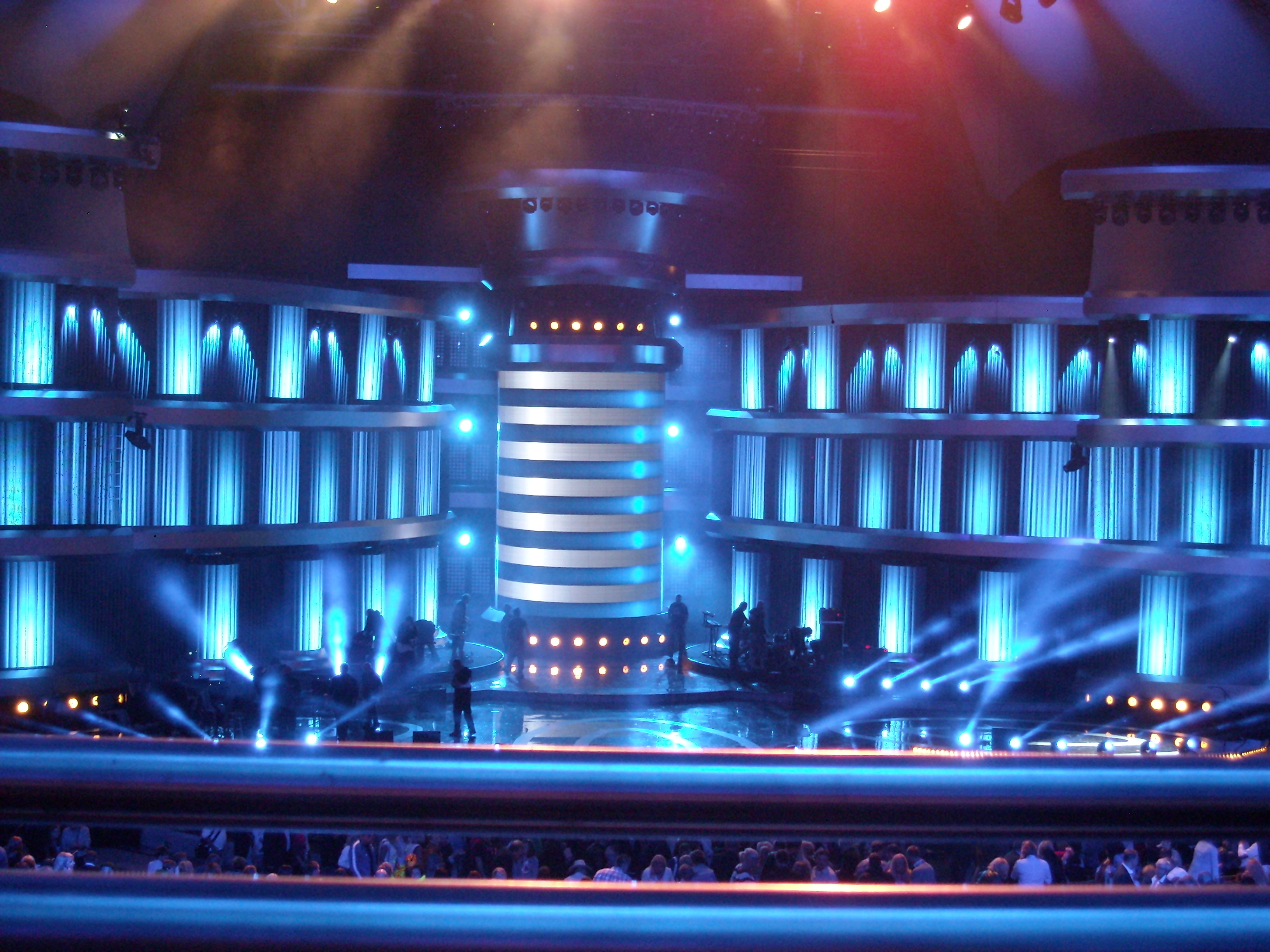
Top of the Top Sopot Festival 2013

Top of the Top Sopot Festival 2013 – 48. edycja festiwalu muzycznego odbywającego się w sopockiej Operze Leśnej. Festiwal odbył się 23 i 24 sierpnia 2013 a organizatorami byli Miasto Sopot i telewizja Polsat, która też transmitowała wydarzenie na żywo. Pierwszego dnia odbyły się dwa koncerty, Live Is Life. Przełomowe lata ’80. oraz Top of the Top, w którym artyści z kilkunastu krajów Europy rywalizowali o nagrodę Bursztynowego Słowika. Drugiego dnia natomiast odbył się koncert 5 lat z Muzodajnią. Największe Przeboje Lata. Gośćmi specjalnymi festiwalu byli Edyta Górniak i Matt Dusk.

## Dzień pierwszy

### KoncertLive Is Life. Przełomowe lata ’80.
W piątek 23 sierpnia o godzinie 20:00 rozpoczął się koncert Live Is Life. Przełomowe lata ’80., który poświęcony był muzyce lat 80. XX wieku. Na scenie w Operze Leśnej wystąpili światowi, europejscy i polscy artyści, którzy byli popularni w latach 80. Ponadto Edyta Górniak wystąpiła w specjalnym występie, wykonując „The Power of Love”. Koncert poprowadzili Paulina Sykut-Jeżyna i Krzysztof Ibisz.

#### Wystąpili
Opracowano na podstawie materiału źródłowego.
- Opus – „Live Is Life”
- Belinda Carlisle – „La Luna”, „Circle in the Sand” i „Heaven Is a Place on Earth”
- Lombard – „Przeżyj to sam”
- Rick Astley – „Never Gonna Give You Up” i „Whenever You Need Somebody”
- Helena Vondráčková – „Call Me” i „Malovaný džbánku”
- Kobranocka – „Kocham Cię jak Irlandię”
- Rui Carlos Ferreira – „You’re a Woman”
- Budka Suflera – „Ratujmy co się da” i „Jest taki samotny dom”
- Budka Suflera & Felicjan Andrzejczak – „Jolka, Jolka pamiętasz”
- Budka Suflera & Izabela Trojanowska – „Wszystko czego dziś chcę”
- Edyta Górniak – „The Power of Love”

### KoncertTop of the Top
Tego samego dnia odbył się koncert Top of the Top, w którym toczyła się rywalizacja o statuetkę Bursztynowego Słowika przyznawaną w głosowaniu SMS–owym i Nagrodę specjalną od radia RMF FM, przyznawaną przez słuchaczy rozgłośni. W koncercie udział wzięli artyści z 11 krajów Europy. Zwyciężczynią koncertu została reprezentująca Francję Imany z piosenką „You Will Never Know”, a Nagrodę specjalną otrzymała reprezentantka Wielkiej Brytanii Amy Macdonald. Koncert poprowadzili Agnieszka Popielewicz, Davina Reeves i Maciej Dowbor. Gościem specjalnym był Matt Dusk, który zaśpiewał „Good News” oraz „All the Way” w duecie z Edytą Górniak.

#### Uczestnicy
| L.p. | Państwo         | Język     | Wykonawca         | Utwór                 | Miejsce |
| ---- | --------------- | --------- | ----------------- | --------------------- | ------- |
| 1    | Szwecja         | angielski | Loreen            | „Euphoria”            |         |
| 1    | Szwecja         | angielski | Loreen            | „We Got the Power”    |         |
| 2    | Francja         | angielski | Imany             | „You Will Never Know” | 1       |
| 3    | Niemcy          | angielski | Rea Garvey        | „Wild Love”           |         |
| 4    | Wielka Brytania | angielski | Amy Macdonald     | „This Is the Life”    |         |
| 4    | Wielka Brytania | angielski | Amy Macdonald     | „Slow It Down”        |         |
| 5    | Dania           | angielski | Nabiha            | „Mind the Gap”        |         |
| 6    | Holandia        | angielski | Caro Emerald      | „A Night Like This”   |         |
| 6    | Holandia        | angielski | Caro Emerald      | „Tangled Up”          |         |
| 7    | Słowacja        | angielski | Peter Bič Project | „Hey Now”             |         |
| 8    | Belgia          | angielski | Yannick Bovy      | „Theoretical Love”    |         |
| 9    | Finlandia       | angielski | Krista Siegfrids  | „Marry Me”            |         |
| 10   | Łotwa           | angielski | PeR               | „Here We Go”          |         |
| 11   | Albania         | albański  | Besa              | „Fishekzjarre”        |         |

## Dzień drugi

### Koncert5 lat z Muzodajnią. Największe Przeboje Lata
W sobotę 24 sierpnia o godzinie 20:00 rozpoczął się koncert 5 lat z Muzodajnią. Największe Przeboje Lata, który odbył się z okazji jubileuszu pięciolecia serwisu Muzodajnia. W koncercie udział wzięli polscy i zagraniczni artyści. Odbyły się także minirecitale zespołów Enej i LemON. Koncert poprowadzili Paulina Sykut-Jeżyna i Maciej Rock oraz Dariusz Maciborek. Gościem specjalnym była Edyta Górniak. Wystąpili:

#### Zagraniczni artyści
- Szwajcaria – DJ BoBo – „There Is a Party” i „Somebody Dance with Me”
- Szwecja – Arash – „She Makes Me Go”
- Ukraina – Stereoliza – „Go Back to Your Mama”
- Holandia – Sharon Doorson – „High on Your Love”
- Szwecja – Arash & Helena – „Broken Angel”
- Ukraina – Kamaliya – „I’m Alive”
- Niemcy – Beata Fesser – „The Rainbow Love”

#### Polscy artyści
- Sylwia Grzeszczak – „Pożyczony” i „Małe rzeczy”
- Rafał Brzozowski – „Tak blisko” i „Za mały świat”
- Liber & Natalia Szroeder – „Nie patrzę w dół”
- Urszula – „Konik na biegunach”
- Pectus – „Barcelona”
- Bracia – „Wierzę w lepszy świat”
- Blue Café – „Dendix”
- Red Lips – „To co nam było”
- Honorata „Honey” Skarbek – „Nie powiem jak” i „Insomnia”
- Margaret – medley „Thank You Very Much” i „Tell Me How Are Ya”
- Edyta Górniak – „Teraz – tu”, „Linger” i „Nothing Else Matters”

#### Minirecital zespołu Enej
- „Radio Hello”
- „Symetryczno-liryczna”
- „Lili”
- „Moja Eneida”
- „Tak smakuje życie”
- „Skrzydlate ręce”

#### Minirecital zespołu LemON
- „Będę z Tobą”
- „Nice”
- „O niczym”
- „Napraw”
- „O niczym” (na bis)